# Sapajus robustus
Il cebo dal ciuffo (Sapajus robustus (Kuhl, 1820)) è una specie del genere Sapajus.

## Distribuzione e habitat
La specie è endemica delle aree di foresta atlantica del Brasile sud-orientale.

## Descrizione
Il pelo è bruno-grigiastro sulle spalle e sulle braccia, bruno-rossiccio sul quarto posteriore e sulle cosce, bruno scuro con riflessi color ruggine su testa, avambracci e coda, la cui attaccatura è bruna. Sulla testa è presente un caratteristico ciuffo "alla Elvis" che si proietta diagonalmente verso l'alto in avanti sulla fronte.

## Tassonomia
Un tempo ritenuta una sottospecie di Cebus apella (C. apella robustus), attualmente è ancora in corso una diatriba fra gli zoologi, in quanto una scuola di pensiero dissociativa ne considera opportuna la promozione a specie a sé stante (Sapajus robustus), mentre la scuola associativa ritiene più giusto il mantenimento dello status quo, ossia di lasciare la popolazione come sottospecie di S. nigritus.